# Opération Barricade
L'opération Barricade est un raid des commandos britanniques pendant la Seconde Guerre mondiale. Il est mené par 11 hommes du no 62 Commando dans la nuit du 14 au 15 août 1942, et a pour objectif un site de canon anti-aérien et de radar au nord-ouest de la pointe de Saire au sud de Barfleur. Les commandos traversent la Manche à bord d'un bateau lance-torpilles à moteur.
Ils ouvrent le feu sur une patrouille allemande, tuant trois hommes et en blessant six, avant de se retirer sans perte pour les commandos.